# Делегирование (программирование)
В объектно-ориентированном программировании существуют два смежных понятия делегирования.
- В современном понимании это означает свойство языка программирования использовать правила поиска метода для диспетчеризации так называемых self-calls (объектных вызовов). Это понятие было введено Либерманом[англ.] в его статье 1986 года «Использование прототипических объектов для реализации общего поведения в объектно-ориентированных системах» (англ. Using Prototypical Objects to Implement Shared Behavior in Object-Oriented Systems). Делегация как свойство языка — составляющая часть парадигмы прототипного программирования.
- В его исходном использовании, делегирование означает ситуацию, когда объект для предоставления определённого набора функциональности полагается на другой объект. В научной литературе это часто обозначается как консультирование (англ. сonsultation) или агрегирование.